# Konrad Paul Liessmann
Konrad Paul Liessmann (* 13. dubna 1953, Villach) je rakouský literární vědec a filosof. Do širšího mezinárodního povědomí se zapsal především knihou Teorie nevzdělanosti (2006, česky 2008). V roce 2006 získal v Rakousku titul Vědec roku. V roce 2010 mu byla udělena cena nadace Vize 97 Dagmar a Václava Havlových.

### České překlady
- Hodina duchů : praxe nevzdělanosti : polemický spis. 1. vyd. Praha: Academia, 2015. Překlad: Milan Váňa
- Chvála hranic : kritika politické rozlišovací schopnosti. 1. vyd. Praha : Academia, 2014. 143 S. Překlad: Milan Váňa
- Filosofie zakázaného vědění: Friedrich Nietzsche a černé stránky myšlení. 1. vyd. Praha: Academia, 2013. 313 S. Překlad: Milan Váňa
- Universum věcí : k estetice každodennosti. 1. vyd. Praha: Academia, 2012. 137 S. Překlad: Jana Zoubková
- Hodnota člověka : filosoficko-politické eseje. 1. vyd. Praha: Malovaný kraj, 2010. 141 S. Překlad: Jiří Fiala, Jan Frei
- Teorie nevzdělanosti : omyly společnosti vědění. 1. vyd. Praha: Academia, 2008. 125 S. Překlad: Jana Zoubková
- Filozofie moderního umění. Olomouc: Votobia, 2000. 205 S. Překlad: Jiří Horák
- O myšlení: úvod do filozofie. Olomouc: Votobia, 1994. 377 S. Překlad: Jiří Horák